# جزر سميلان

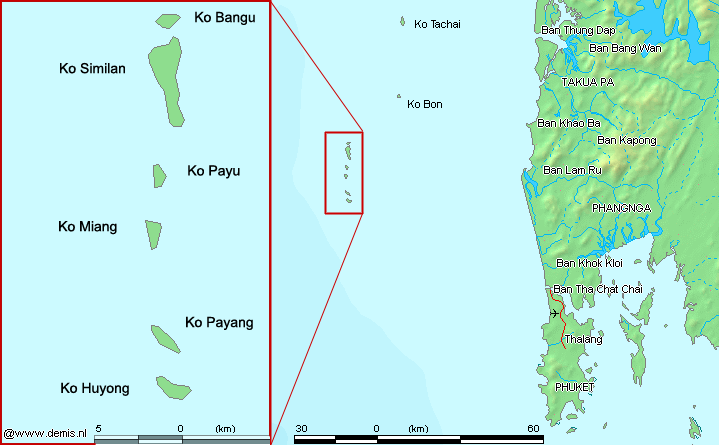
خريطة جزر سميلان

جزر سميلان (بالتايلاندية:หมู่เกาะสิมิลัน) و(بالإنكليزية:The Similan Islands) هي مجموعة من الجزر في بحر أندامان قبالة سواحل محافظة فانغ نغا جنوب تايلاند وهو منتزه وطني أنشئ في العام 1982م وتعتبر أرخبيل من تسع جزر .
إحداثية.